# Софийска история
„Софийска история“ е български игрален филм (драма) от 1990 година на режисьора Надя Станева. Сценарият е написан от Любен Станев по мотиви от едноименния му роман. Оператор е Христо Тотев. Художник е Валентина Младенова. Музиката във филма е композирана от Стефан Диомов и Стефан Маринов.

## Сюжет
Бистра е чувствително младо момиче, което жадува за истинска любов и разбиране. Тя почти е загубила надежда да срещне такъв човек, когато в живота ѝ се втурва любовта в лицето на един женен мъж, приятел на нейна съученичка Зора, която е антипод на Бистра. Зора е момиче от добре обезпечено семейство, с ясно предначертано бъдеще, без излишни скрупули. Единственият човек, който разбира Бистра и е нравствена опора за нея, е нейният дядо. Човек от друго поколение, той е успял да запази уважение към истинските духовни стойности. Любовта на Бистра идва ненадейно, протича бурно и изглежда истинска, но любов ли е това в действителност и каква е нейната цена? След смъртта на дядото Бистра сякаш осиротява. Тя трябва сама да вземе своето решение.

## Актьорски състав
- Светла Тодорова – Бистра
- Илия Караиванов – Панчо Ликов
- Станислава Армутлиева – Зора
- Анета Сотирова – майката на Бистра
- Васил Банов – бащата на Бистра
- Михаил Михайлов – дядото на Бистра
- Анджей Озга – Тадеуш
- Ева Волицер – лелята

В епизодите:
- Димитър Маринов
- Иван Киров
- Светлана Славова
- Мая Лисичкова
- Петя Павлова
- Десислава Спасова
- Валентина Гостева
- Галин Стоев
- Петър Антонов
- Огнян Желязков
- Валентина Ганева
- Александър Караиванов
- Венцислав Тасев
- Миладин Гергов
- Станка Влахова

и др.